# Septoria clematidis
Septoria clematidis är en svampart som beskrevs av Roberge ex Desm. 1853. Septoria clematidis ingår i släktet Septoria och familjen Mycosphaerellaceae.   Inga underarter finns listade i Catalogue of Life.